# OC Oerlikon
OC Oerlikon Corporation AG — швейцарская компания. Производит и разрабатывает специализированные материалы, проводники, оборудование для солнечных электростанций, текстильной промышленности, специализируется в вакуумных технологиях. Штаб-квартира — в населённом пункте Пфеффикон (кантон Швиц).

## Собственники и руководство
Крупный пакет акций компании (на август 2009 года — 44,7 %) принадлежит холдингу «Ренова» российского предпринимателя Виктора Вексельберга.
Генеральный директор:
Ганс Зиглер
Председатель совета директоров:
2008.5: Владимир Кузнецов
2011.5: Тим Саммерс